# Kirchgemeindesaal Gommla

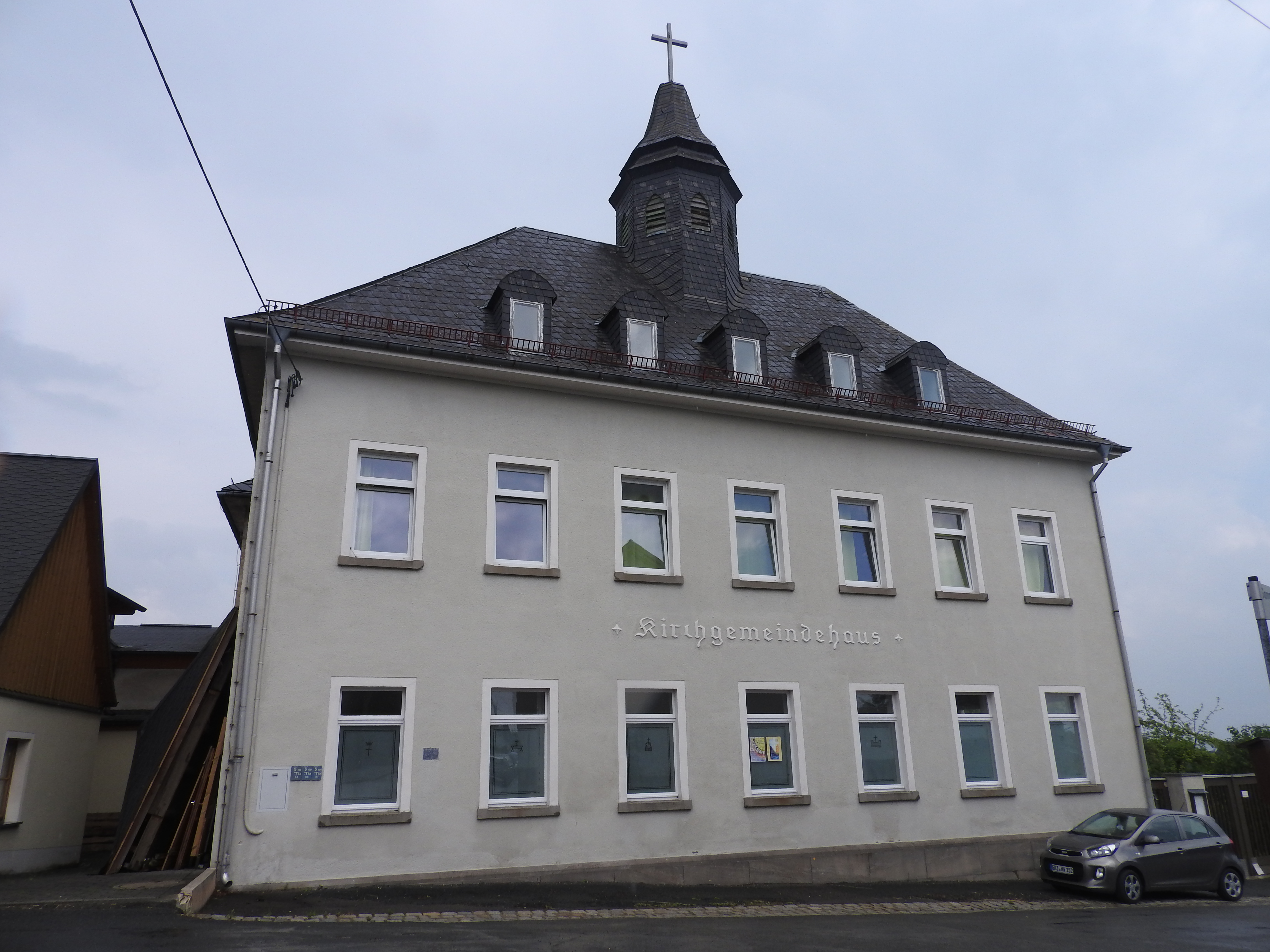
Kirchgemeindesaal Gommla

Der evangelisch-lutherische Kirchgemeindesaal Gommla steht im Ortsteil Gommla der Stadt Greiz im Landkreis Greiz in Thüringen.

## Geschichte
Das Kirchgemeindehaus Gommla wurde 1934 in einer ehemaligen Gaststätte eingerichtet. Es dient seitdem als Gemeindezentrum für Gottesdienste und weitere Veranstaltungen. Eine nach der Jahrtausendwende realisierte Renovierung des Gemeindesaales wurde mit Unterstützung der Kirchengemeinde Maichingen (Baden-Württemberg) realisiert.